# Trisomia 8
La trisomia 8 és una anomalia cromosòmica que en la majoria dels casos descrits correspon a un mosaic (indica que una persona posseeix una composició cromosòmica en les seves cèl·lules que no és homogènia sinó que presenta variant). La trisomia 8 en mosaic es caracteritza per la presència de tres còpies del cromosoma 8 en algunes cèl·lules de l'organisme.
Aquesta malaltia és el resultat d'un esdeveniment post-zigòtic (error en la segregació dels cromosomes durant la mitosi en un fetus amb cariotip normal o una correcció espontània de la trisomia 8). Sovint resulta en un avortament involuntari durant el primer trimestre d'embaràs.

## Característiques
Es caracteritza per: 
- Dimorfisme facial
- Dèficit intel·lectual lleu
- Anomalies esquelètiques, cardíaques, urinàries i articulars

Les seves característiques varien entre dismòrfies discretes fins malformacions, que inclouen retard mental, dismòrfies, allargament del crani, alteracions esquelètiques, anomalies renals i entre d'altres.
Els homes solen patir més aquesta malaltia que les dones (ràtio home: dona de 5:1).

## Evolució
El diagnòstic es basa en la determinació del cariotip. El consell genètic és encoratjador, ja que la trisomia 8 és pràcticament sempre un incident nou, amb un baix risc de recurrència.

## Pronòstic
En general, el pronòstic és millor que en les altres trisomies i depèn del grau de retard mental. Les persones amb la malaltia són prims i d'estatura normal i tenen un cap gran, front ample, ulls enfonsats, orelles petites i amples, i els llavis gruixuts. Solen tenir un retard mental i motor, els costa parlar i, tenen anomalies de l'esquelet i la limitació de les articulacions, especialment en la flexió permanent d'un o més dits. La majoria dels individus de trisomia 8 són de mosaic, causat per la presència d'un cromosoma complet de 8 en algunes les cèl·lules del cos. Les cèl·lules restants tenen el nombre habitual de 46 cromosomes.

## Incidència
La Trisomia 8 és poc comú i afecta només un de cada 25.000-50.000 nadons.

## Tractament
La trisomia 8 sembla predisposar a tumors de Wilms, mielodisplàsies i leucèmia mieloide. Alguns pacients amb trisomia 8 en mosaic han tingut descendència en alguns casos, es proposa la cirurgia cardíaca. Per la mobilitat fan emprar els aparells ortopèdics. La supervivència pot ser normal en segons quins casos.